# Dasineura salicifolia
Dasineura salicifolia är en tvåvingeart som först beskrevs av Ephraim Porter Felt 1907.  Dasineura salicifolia ingår i släktet Dasineura och familjen gallmyggor. Inga underarter finns listade i Catalogue of Life.